# Nortada

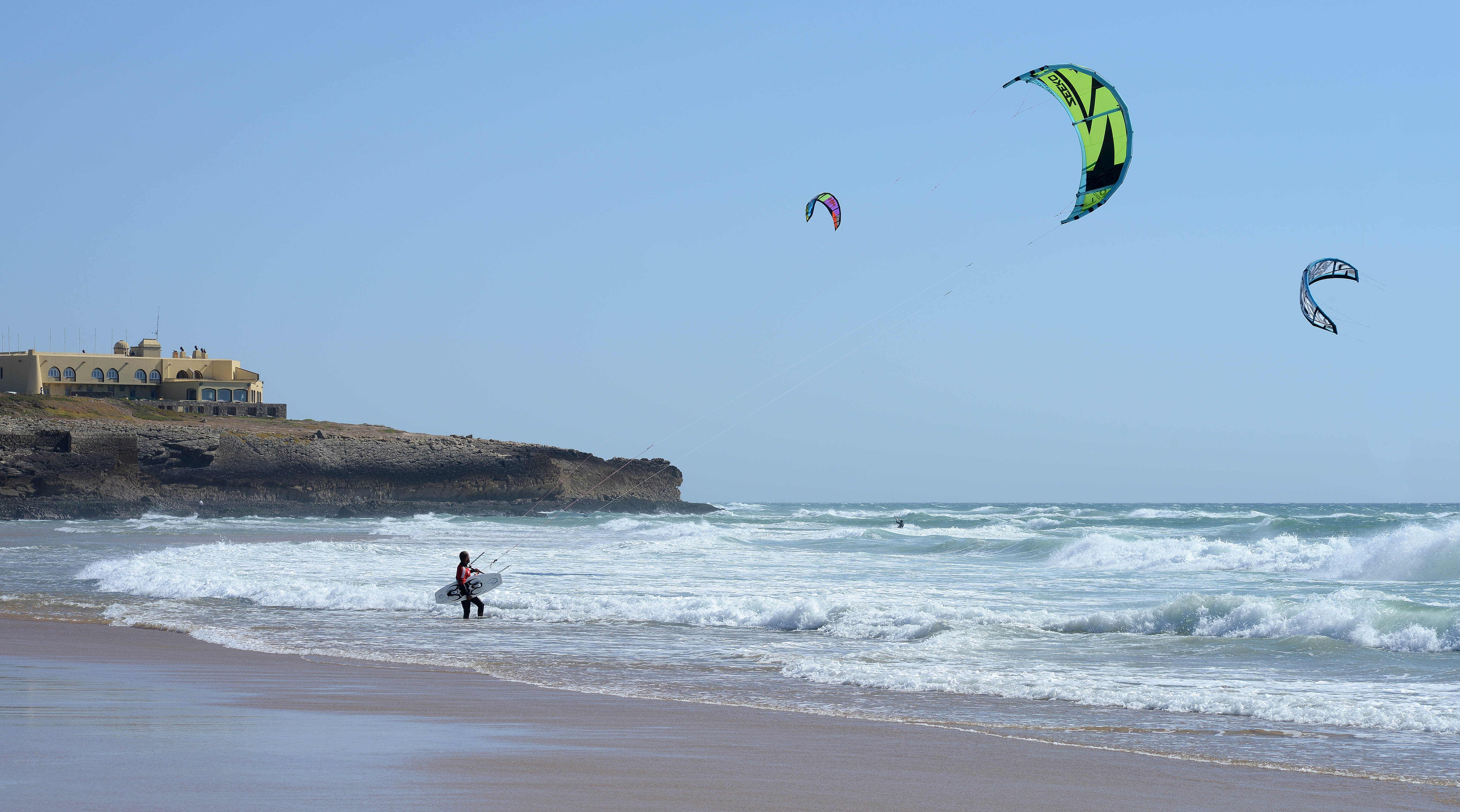
Praia do Guincho: Hier wird die Nortada noch verstärkt.

Die Nortada (portugiesisch; „Nordwind“) ist ein Sommerwind entlang der Westküste der Iberischen Halbinsel aus nördlichen Richtungen, der dort hauptsächlich zwischen Juni bis September auftritt.
Die Hauptwindrichtung ist dabei Nord-Nordost. Der Wind entsteht in erster Linie durch ein Hitzetief über der Iberischen Halbinsel und ein Azorenhoch über dem Atlantik. Die Monate mit der größten Häufigkeit an Hitzetiefs fällt somit mit den Monaten des häufigsten Auftretens der Nortada zusammen. Verstärkt wird der Wind lokal durch thermische aber auch orographische Einflüsse wie z. B. Gebirgszüge. Der Wind führt im Küstenbereich oft auch zu Auftrieb von kaltem Wasser aus tieferen Schichten, welches oft noch zu einer Verstärkung des Windes führt.
Ein für Wind- und Kitesurfer populärer Surfspot, an dem eine solche lokale Verstärkung auftritt, ist beispielsweise die Praia do Guincho bei Lissabon. Eine Verstärkung tritt ebenfalls an der Praia do Martinhal in Sagres auf, wo der Wind dann voll ablandig weht.